# Ferrocarril General Belgrano
El Ferrocarril General Belgrano (FCGB), llamado así en honor al prócer argentino Manuel Belgrano, es el más extenso de la red ferroviaria argentina. De trocha métrica, fue formado en 1949 para incorporar todos los ramales con el mismo ancho de vía operados por los Ferrocarriles del Estado cuando se decretó la nacionalización de los ferrocarriles.
Su línea principal parte desde la estación cabecera de Retiro, en la ciudad de Buenos Aires, y se dirige hacia el norte de Argentina, recorriendo las provincias de Buenos Aires, Santa Fe, Córdoba, San Luis, Mendoza, San Juan, La Rioja, Catamarca, Tucumán, Santiago del Estero, Chaco, Formosa, Salta y Jujuy. Cumple un rol económico clave para la producción de las provincias del noroeste y noreste del país, puesto que permite transportarla hacia los principales centros de consumo y puertos.
En el sector metropolitano de la ciudad de Buenos Aires el general Belgrano se encuentra dividido en las líneas Línea Belgrano Norte y Línea Belgrano Sur. La primera fue concesionada por la empresa Ferrocarriles Metropolitanos (desaparecida) a la empresa Ferrovías, y la segunda operada por la empresa estatal Trenes Argentinos Operaciones, anteriormente fue operada por Argentren, la UGOFE y Metropolitano,
A partir de la localidad de Villa Rosa, última estación de la línea Belgrano Norte, el ferrocarril solo presta servicios de cargas por parte de la empresa estatal Trenes Argentinos Cargas. En la provincia del Chaco, Trenes Argentinos Operaciones realiza servicio de pasajeros en algunos ramales que han sido reacondicionados en los últimos años.
Anteriormente el servicio de pasajeros llegaba hasta La Quiaca e incluso algunas formaciones pasaban a Bolivia, pero esto fue suspendido en la década de 1970. 
Existen proyectos para rehabilitar los 350 km y reactivar los servicios de pasajeros y cargas entre La Quiaca y San Salvador de Jujuy, en la provincia de Jujuy. Los constantes proyectos de reactivación se topan con ramales que fueron levantados o se encuentran en estado de total abandono, sobre todo desde la desarticulación de Ferrocarriles Argentinos en 1991.
En 2006 se planteó la posibilidad de que un tren de alta velocidad a construirse entre Buenos Aires y Rosario siga la traza del Ferrocarril Belgrano hasta el final de la línea Belgrano Norte o directamente en la totalidad del trayecto. La otra posibilidad es utilizar la traza del Ferrocarril General Bartolomé Mitre.
En el 2016, en el marco del Plan Belgrano, se lanzó un plan para conectar los puertos del país con los puertos de Santa Fe y Rosario.

## Origen

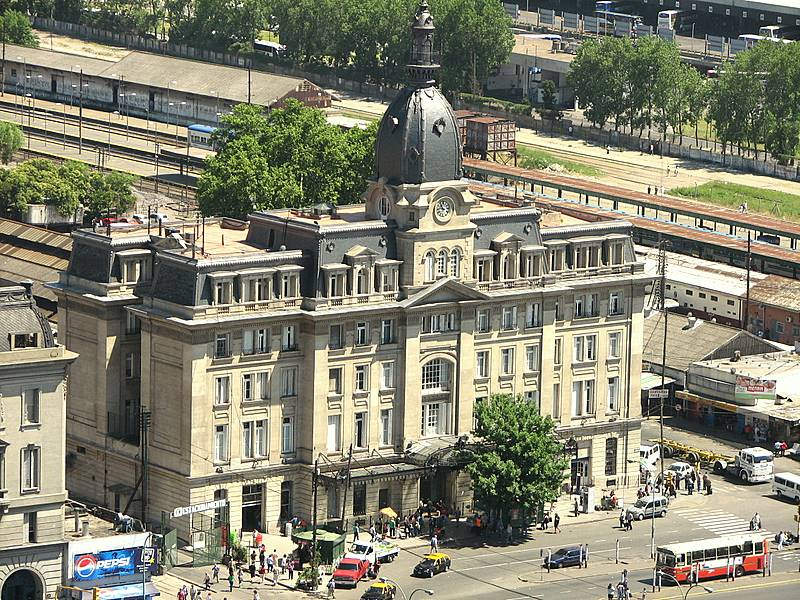
Estación Retiro FCGB heredada del ex ferrocarril estatal «Central Norte». Originalmente había pertenecido al «Central Córdoba».

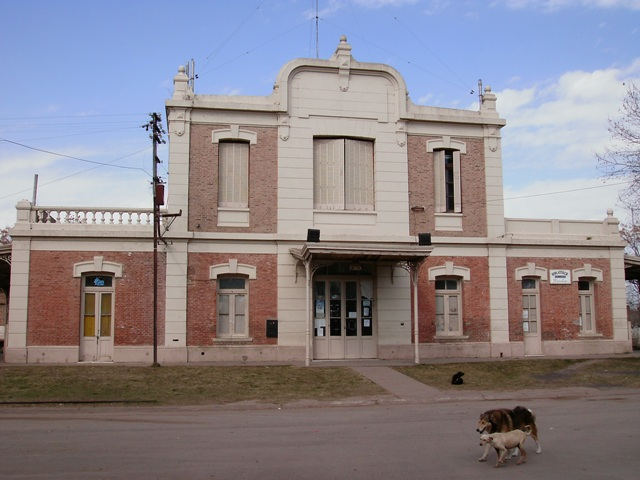
Estación Villars (Prov. de Buenos Aires) del ex ferrocarril francés «Compañía General».

El Ferrocarril General Belgrano, tiene su origen en el remoto «Ferrocarril Central Norte» (F.C.C.N.) que a partir de 1876 comenzó a unir las ciudades de Córdoba y Tucumán. Este era el primer ferrocarril de «trocha métrica» (1000 mm) levantado en la Argentina, decisión que se escogió por razones de economía. Su construcción y administración corrió por cuenta del Estado y su objetivo era ampliar el «Ferrocarril Central Argentino» (Rosario-Córdoba), de «trocha ancha» (1676 mm), en ese momento en manos británicas.
Posteriormente, este ferrocarril fue expandiendo sus ramales, tanto en el Noroeste, como en la Región Chaqueña, abarcando principalmente zonas poco atractivas para el capital privado, por lo que era considerado un ferrocarril «de fomento». En 1910 se inauguraban los Talleres de Tafí Viejo, en Tucumán, los más importantes de esta empresa.
Para comienzos del siglo XX el Estado Nacional poseía la propiedad de distintos ferrocarriles, divididos en varias secciones y denominaciones. Además, algunos eran de trocha ancha y otros de trocha métrica. Por esta razón, el ministro de Obras Públicas D. Ezequiel Ramos Mejía, creó la Administración de los Ferrocarriles del Estado, para centralizar las decisiones en un único organismo. A partir de allí, todos los ferrocarriles estatales de trocha métrica, se unificaron bajo la única denominación de «Ferrocarril Central Norte», que era por entonces el más importante de los que manejaba el Estado.
La adquisición de otros ferrocarriles de trocha métrica, permitió conectar la red del FCCN con los importantes centros de exportación, como Santa Fe, Rosario y Buenos Aires (vía ex Ferrocarril Central Córdoba).
Para 1945, tras el fin de la Segunda Guerra Mundial, los ingleses y franceses, buscan formalizar conversaciones con el gobierno argentino para vender sus ferrocarriles. Así fue como el 1 de noviembre de 1947 se hizo efectiva la incorporación de las empresas francesas a los Ferrocarriles del Estado, aunque manteniendo una cierta autonomía. Poco después, el 1 de marzo de 1948, el gobierno argentino tomó formal posesión de todos los ferrocarriles británicos.
Ese mismo año, se dispuso una total reorganización de la red nacional. El decreto del Poder Ejecutivo nacional n.º 32574 de 21 de octubre de 1948 dispuso que a partir del 1 de enero de 1949 las líneas ferroviarias nacionalizadas llevaran los nombres de próceres o personajes ilustres del país que tuvieran algo que ver con la región servida por cada ferrocarril, por lo que el Ferrocarril del Estado fue renombrado como «Ferrocarril Nacional General Belgrano». En los fundamentos del decreto se expresa «que es deber del Gobierno de la Nación mantener vivo en el pueblo el culto a la memoria de los forjadores de la nacionalidad, como tributo de gratitud a sus patrióticos afanes y para fortalecer los sentimientos de solidaridad con nuestro pasado». Poco después se dispusieron modificaciones a tomar efecto a partir del 1 de enero de 1949: el Ferrocarril de San Antonio al Lago Nahuel Huapi y sus ramales de San Antonio Oeste a Patagones, de General Lorenzo Vintter a Coronel Francisco Sosa y de Ingeniero Jacobacci a Esquel pasaron al Ferrocarril Nacional General Roca; las Líneas del Este de los Ferrocarriles del Estado pasaron al Ferrocarril Nacional General Urquiza; el Ferrocarril Trasandino Argentino y el ramal de unión de empalme en el km 1072-1073 a Paso de los Andes, el Ferrocarril de Pedro Vargas a Malargüe y su prolongación al sur, pasaron al Ferrocarril General San Martín.
Otro de los ferrocarriles que pasaron a integrar el Belgrano, fue el Ferrocarril Santa Fe (de capitales franceses), que se desarrolló en la provincia homónima, extendiéndose a Córdoba y Chaco.
En el caso del «Ferrocarril Central Norte», junto con los ferrocarriles ex «Midland» (británico) y ex «Compañía General» (francés), pasaron a formar parte del flamante «Ferrocarril Nacional General Belgrano». 
Mientras tanto, los tres ferrocarriles estatales de la Patagonia pasaron a conformar el «Ferrocarril Nacional Patagónico», sin embargo, sus ramales fueron rápidamente transferidos al «Ferrocarril Nacional General Roca» y para 1956, ya había desaparecido la administración de los Ferrocarriles Patagónicos.
Por su parte el «Ferrocarril Provincial de Buenos Aires», mantuvo su autonomía algún tiempo más, administrado por la Provincia de Buenos Aires, hasta que es finalmente transferido a la nación el 31 de diciembre de 1951, quedando como unidad operativa independiente bajo la órbita de la E.N.T. (Empresa Nacional de Transportes) y en 1953 se lo incorpora el «Ferrocarril Nacional General Belgrano».
Sin embargo a partir del 1 de enero de 1954 se creó la empresa del Estado «Ferrocarril Nacional Provincia de Buenos Aires», con la infraestructura y material rodante de los ex FFCC provincial, Compañía General y Midland. Allí lo que originalmente era el Ferrocarril Midland se convierte el la línea M y las vías de la Compañía General Buenos Aires, pasaron a ser la línea G. Pero la existencia de esta empresa sería efímera.
En 1955 el Ministerio de Transportes dispuso la unificación de las administraciones de ambos ferrocarriles y durante ese año se elaboró un nuevo proyecto, donde la línea que iba de Estación Buenos Aires hasta Plomer y de allí a Rosario volvería al Ferrocarril Nacional Belgrano, pero nada de ello se llevó a cabo.
Finalmente el 7 de octubre de 1957 el Ferrocarril Provincia de Buenos Aires, se integró definitivamente la red del Ferrocarril General Belgrano.
Una resolución del 12 de enero de 1956 dispuso suprimir el adjetivo «Nacional» en las denominaciones de todos los ferrocarriles del país. Poco después, el Decreto Ley 15778/56 creó la Empresa Ferrocarriles del Estado Argentino (E.F.E.A.), con lo cual estos adquirieron su autonomía, ya que hasta ese momento dependían de la Empresa Nacional de Transportes (E.N.T.). La nueva empresa mantuvo su nombre hasta septiembre de 1965, cuando se lo simplificó a «Ferrocarriles Argentinos».

## Línea del Oriente Boliviano

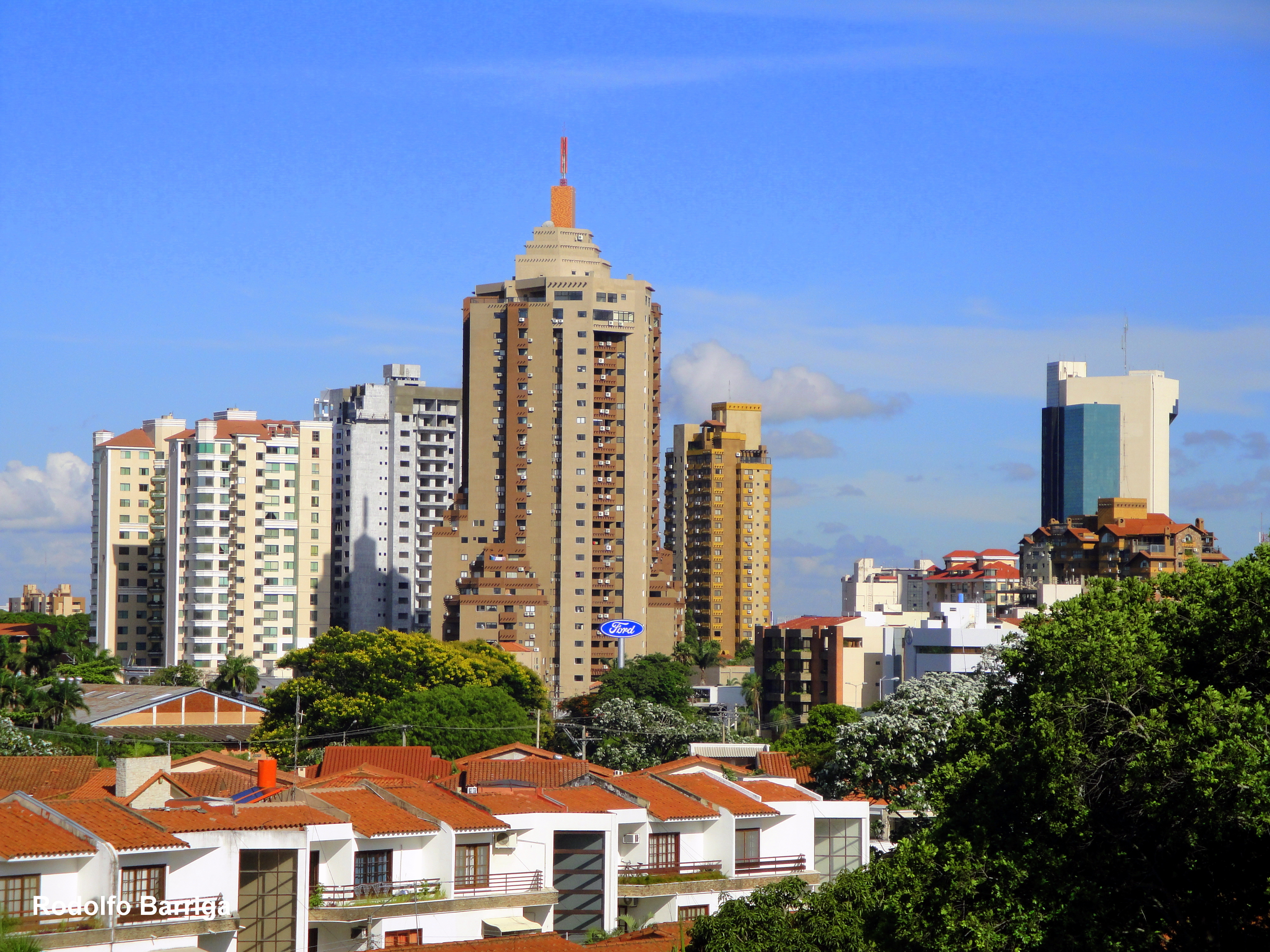
Vista actual de la ciudad de Santa Cruz de la Sierra, en el Oriente Boliviano.

En el año 1937, mientras transcurrían las infructuosas discusiones entre los mediadores del problema del Chaco, sucedido entre Bolivia y Paraguay, los gobiernos de la Argentina y Brasil libraron una silenciosa pero enérgica lucha para expandir su influencia en el rico Oriente boliviano. El canciller argentino Carlos Saavedra Lamas y su ministro en La Paz, Horacio Carrillo, inicialmente habían aventajado a sus competidores brasileños en las negociaciones con las autoridades bolivianas, logrando en septiembre y noviembre de 1937 la firma de dos convenciones, una sobre el tendido de una línea ferroviaria y la otra sobre tráfico petrolero.
Sin embargo, parte del proyectado ferrocarril entre Yacuiba y Santa Cruz debía pasar a través de territorio ocupado por fuerzas paraguayas, por lo que las autoridades de Asunción se opusieron vigorosamente a los pactos económicos argentino-bolivianos de 1937. Para calmar las sospechas paraguayas, Saavedra Lamas comenzó a negociar un nuevo tratado comercial argentino-paraguayo, pero esta táctica indignó a su vez a las autoridades de La Paz. En este contexto difícil para la diplomacia argentina, las autoridades de Río procuraron avanzar en un acuerdo petrolero y ferroviario. El 25 de febrero de 1938 se firmó entre Bolivia y Brasil un tratado para construir la línea ferroviaria que uniría Santa Cruz con la ciudad brasileña de Corumbá, otorgando a Bolivia una salida al Atlántico y al gobierno brasileño la eventual entrada en la región petrolera del Oriente boliviano. El 15 de marzo el gobierno de Bolivia ratificaba este tratado, no así el firmado con la Argentina en noviembre del año anterior.
Tanto los planes argentinos como brasileños en esta región demostraron tener un carácter visionario. Una vez invertidos millones de pesos en taladros y oleoductos adicionales, la explotación petrolera se hizo realmente lucrativa. En junio de 1945, finalmente los Congresos de la Argentina y Bolivia ratificaron el acuerdo ferroviario. Por su parte, los brasileños iniciaron la construcción ferroviaria en Bolivia en 1948, y para enero de 1955 se completó la línea de 625 kilómetros entre Corumbá y Santa Cruz.
Mientras tanto, en 1949, el gobierno de la Argentina patrocinó y financió la construcción del Ferrocarril a Santa Cruz de la Sierra, atravesando el oriente boliviano. Esta obra permitió conectar las cuencas del Amazonas y del Plata como una natural continuación de la vía por Yacuiba, lo que permitía inaugurar una nueva conexión Ferroviaria con Brasil y ampliar las conexiones ferroviarias existentes con Chile y Bolivia respectivamente.
El gobierno de Bolivia, aprovechó la puja de poder entre las dos naciones líderes latinoamericanas, para estimular la intervención tanto argentina como brasileña en el desarrollo del Oriente.

## Reordenamiento de la Red en Rosario

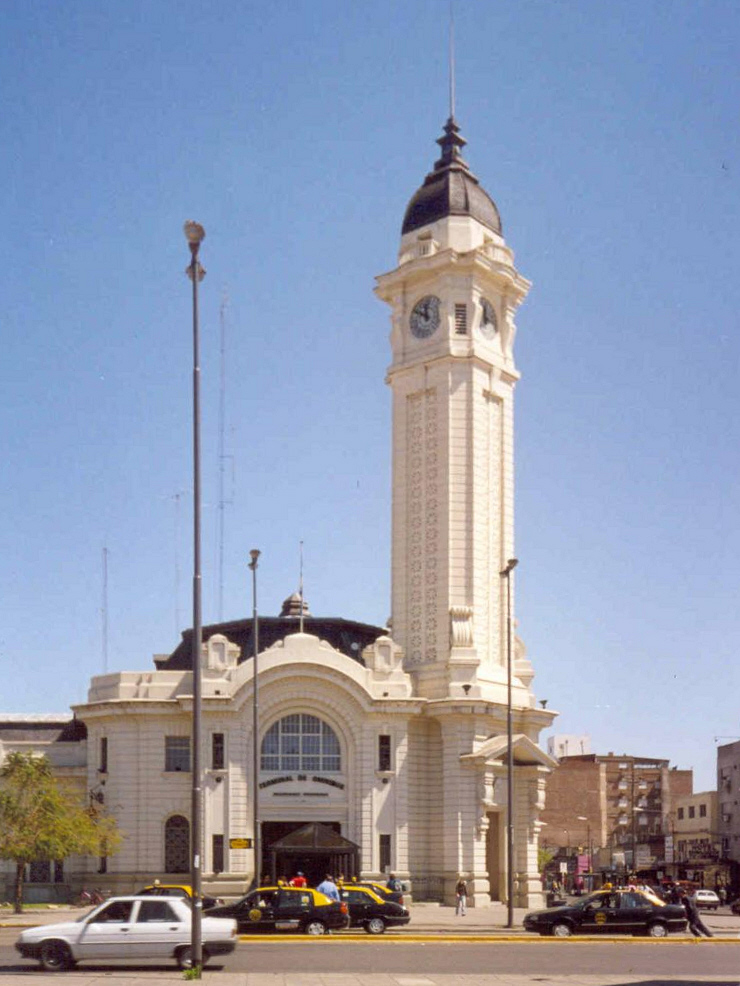
Ex Terminal Rosario del F.C.P.S.F., actual terminal de ómnibus "Mariano Moreno".

Una vez unificadas las líneas de trocha métrica bajo la administración del F.C.N.G.B. se dispuso el cierre para tráfico de pasajeros de las estaciones terminales. La totalidad del movimiento de pasajeros se concentró en la Estación Rosario Oeste.
Además se eliminó el acceso a la ciudad de la C.G.B.A., construyéndose un enlace con la vía principal (ex F.C.C.N.) procedente de Buenos Aires a pocos metros al sur del puente del Arroyo Saladillo (Desvío km 290). También fue levantada la sección Triángulo-Empalme Rosario desafectándose así el acceso al Puerto que poseía la ex C.G.B.A., la estación La Bajada, su patio de maniobras y depósito de locomotoras; solo se conservó la sección entre Triángulo y La Bajada así como de esta al matadero Municipal destinada únicamente al tráfico de hacienda.[cita requerida]
La terminal del ex F.C.S.F. fue ligeramente remodelada y reinaugurada a finales de 1950 como “Estación Terminal de Ómnibus Coronel Perón” (rebautizada posteriormente con el nombre del Doctor Mariano Moreno) aunque se mantuvo el uso ferroviario de los galpones de carga circundantes. Además se rebautizó la estación Hume con el nombre de estación "El Gaucho". las frecuencias tenían una importante demanda social.[cita requerida] El tren de la ex Compañía General, que venía de Pergamino, conectaba a las poblaciones ubicadas desde General Gelly hacia Rosario, que nunca tuvieron salida a la ruta. Junto a otros destinos como Buenos Aires desde J.B. Molina, y el de San Francisco y Cañada Rosquín, hacia donde no había una ruta directa.
En septiembre de 1969 se produjo una grave convulsión sociopolítica que desembocó en un feroz motín que afecto especialmente a los medios de transporte: en el Ferrocarril Belgrano resultó totalmente destruida la estación Empalme Graneros, la estación Rosario Oeste fue saqueada e incendiada (aunque los daños no fueron totales) y varias garitas de guarda-barreras y cabinas de señales fueron inutilizadas. Con la excepción de la estación Rosario Oeste y de las garitas de los pasos a nivel, nunca se reconstruyeron las estaciones ni paradas ferroviarias dañadas, ni las del FCGB, ni las del FCGBM.
En 1973 el F.C.G. Belgrano clausuró el ramal a Mataderos (ex ramal de la C.G.B.A. a Empalme Rosario), debido a la merma de tráfico de hacienda por ferrocarril.[cita requerida] A la vez que construyó un enlace para conectar el antiguo ramal a estación Embarcaderos del ex F.C.C. y R. con la planta de Aceites Santa Clara, permitiendo así desafectar definitivamente el paralelo ramal a la Refinería del ex F.C.S.F.
Para finales de los años 1970 se clausuró y desmanteló el depósito de locomotoras y patio de maniobras en Triángulo, concentrando en "Patio Sorrento Cambios" todas las operaciones de clasificación de vagones y aprovisionamiento de locomotoras. También se clausuraron para el servicio de pasajeros las estaciones El Gaucho (ex Hume) y Nuevo Alberdi.
Hacia 1987 el F.C.G. Belgrano clausuró definitivamente las instalaciones de carga en el predio de la antigua terminal del ex F.C. Santa Fe; tras levantarse las vías la Municipalidad de Rosario destinó el sitio al Centro de Convenciones “Patio de la Madera”.

## Evolución del ex F.C. Midland
Este pequeño ferrocarril realizaba el trayecto desde "Puente Alsina" (Lanús - Prov. de Buenos Aires) hasta la ciudad de Carhué, importante centro turístico del interior bonaerense.
En los primeros tiempos, luego de la nacionalización, se efectuaron varias obras para mejorar la infraestructura de la red ya que, por ejemplo, hasta principios de los años 1950 las vías que pertenecían al ex Ferrocarril Midland presentaban vía sencilla en todo su recorrido y es en esa época cuando que se incorpora su único tramo de vía doble entre las estaciones Aldo Bonzi y Libertad en el kilómetro 29,5 y en octubre de 1951 se aseguró el servicio local de esta línea, tras la llegada de las Withcomb, primeras locomotoras diésel, de origen estadounidense, que funcionaron en este ramal. Años después, en 1955, se incorporarían además 15 locomotoras Werkspoor fabricadas en Holanda y se construiría el empalme en las estaciones Tapiales (exCGBA) y Aldo Bonzi (exMidland), cruzando a nivel la línea de trocha ancha del Sarmiento, entre Haedo y José Mármol.
El itinerario número 11 de la zona Buenos Aires del Belgrano, con vigencia a partir del 19 de diciembre de 1955, demuestra la existencia de más de cuarenta trenes locales partiendo desde Puente Alsina, la mayoría de ellos hasta Aldo Bonzi donde casi todos combinaban con otros originados en Tapiales y hasta Libertad; eran formaciones a veces traccionadas con locomotoras diésel y otras de coches motores.
Diariamente, menos domingos, había un coche motor a Henderson que los lunes, miércoles y sábados llegaba hasta Carhué, un tren de encomiendas que tres veces por semana iba a Carhué, un “carga y Maniobras” diario a Henderson prolongado dos veces por semana hasta Andant y otras dos hasta Carhué y un mixto y otro “encomiendas”, diarios a San Sebastián.
Los coches motores Birminham se fueron radiando entre 1961 y 1971 y en su lugar llegaron varios coches Ganz de origen húngaro, de la dotación adquirida originalmente por los ex FFCC del Estado, entre 1936 y 1939. Los Ganz estuvieron allí hasta fines de 1977, luego ya no hubo trenes más allá de Plomer.
La línea principal del ex Midland comienza su decadencia en la década de 1960 con la pérdida del tráfico de productos de granja y lácteos. Posteriormente se clausuró el tramo de vía entre Libertad y Plomer y por ello comenzó a usarse la estación cabecera del ex CGBA, con lo cual un tren circulaba vacío desde Puente Alsina a Aldo Bonzi, para retroceder por el empalme a Tapiales y desde allí a estación Buenos Aires (ex CGBA), desde donde partía con pasajeros vía CGBA hasta Plomer, y desde allí a Carhué. El deterioro se acentuó año tras año hasta el cierre de la línea general en septiembre de 1977 y desde aquel entonces se desmanteló la vía en algunos tramos y los talleres Libertad fueron demolidos. Sin embargo esta clausura no causó gran impacto económico en el interior de la provincia ya que en general la línea cruzaba zonas escasamente pobladas y cuando llegaba a una ciudad importante, ésta ya estaba servida por otro ferrocarril con mejor infraestructura y rumbos más directos a Buenos Aires o a los puertos de embarque.

## Evolución del Ex F.C. Compañía General

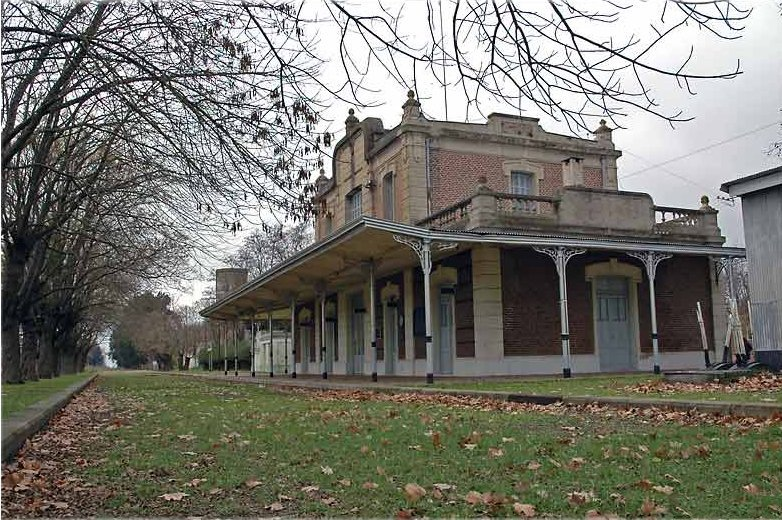
Estación Patricios, hace años sin servicios ferroviarios.

Hasta 1947 esta empresa, de capitales franceses, operaba líneas entre los puertos del Gran Buenos Aires, Rosario y La Plata, junto con otros ramales en el oeste y sur de la Provincia de Buenos Aires.
Tras su incorporación al “Ferrocarril Nacional General Belgrano”, su red comenzó a sufrir varias reformas de importancia. En la zona de Rosario, verdadero "enjambre" ferroviario, se realizaron reformas para mejorar la operatividad de las redes existentes.
En la zona de Buenos Aires, comenzada la década de 1950 se trasladan los talleres del Riachuelo, con lo cual, su material rodante pasó a los Talleres "Libertad", del ex Midland. Esto se lograba mediante un enlace construido en la misma época entre Tapiales y Aldo Bonzi, cruzando a 90° y a nivel la línea del oeste de Mármol a Haedo, uniendo las dos líneas de trocha angosta en una zona más cercana a Plomer, único empalme que tenían a mano.[cita requerida]
En esa misma época, en la zona de La Plata, se construyó un empalme con el ex-Ferrocarril Provincial en la estación Etcheverry, y desde ese entonces se realizaron todos los servicios hacia el puerto por vías de este ferrocarril el movimiento en lo que quedó del ramal fue intenso debido al aprovisionamiento de combustible para el ferrocarril proveniente de la Destilería La Plata.
Años más tarde, el Plan Larkin aconsejaba la clausura de la totalidad de la línea, a excepción del pequeño tramo entre Saenz y González Catán de 28,2 kilómetros. El 28 de octubre de 1961 fueron clausurados para todo servicio los ramales de Patricios a Villegas y Victorino de la Plaza, y el de Pergamino a Vedia. Además, por aquellos años, finalizó el tráfico de trenes lecheros, cuando se prohibió la entrada de leche a granel en la Capital Federal.
La caída del gobierno de Frondizi en marzo de 1962, impidió la concreción del plan por lo que estas clausuras fueron suspendidas y, a fines de los sesenta, se interconectaron las redes de trocha angosta a través del puerto de Buenos Aires, cosa que la CGBA logró con el agregado de un tercer riel en la vía ancha del Roca a Sola.[cita requerida] De esta manera, se concretaba un acceso deseado desde la concepción de dicho ferrocarril, aunque fuese un poco tarde.[cita requerida]
En 1970 el "Plan de Mediano Plazo", nuevamente incluía parte de la línea en la lista de clausuras, pero este hecho tampoco se llegó a materializar. En agosto de 1973 fue clausurado el último tramo en operaciones de la ex CGBA en Rosario: el ramal de Triángulo a Los Mataderos, borrando así el último vestigio de esta empresa en aquella zona.
Finalmente el 18 de diciembre de 1976, circuló por última vez el tren mixto a Rosario y las poblaciones ubicadas desde Gelly hasta esta última localidad, que nunca tuvieron salida a la ruta, quedaron totalmente aisladas. Otros poblados como Uranga o La Vanguardia podían arribar a Rosario por caminos de tierra si no llovía. El transporte automotor quedó como única opción.
En agosto de 1977, el decreto del Poder Ejecutivo 2294/77 determinó la clausura y levantamiento de la línea entre Patricios y Victorino de la Plaza, de 225,1 kilómetros. Desde ese entonces, lo que quedó de la línea de la ex CGBA continuó funcionando con un lento y progresivo deterioro y parte de ella fue virtualmente abandonada, desde Villars al oeste. Este tramo tuvo un tráfico esporádico de cargas hasta 1996, cuando circuló la última formación transportando caños de acero.
A partir de esa fecha, la línea entró en un período de abandono total hasta que en 1999 comenzaron trabajos de recuperación en las zonas de Espora y Plomer que posteriormente propiciaran la conformación de la Asociación Amigos del Ferrocarril Belgrano.

## Evolución del ex F.C. Provincial

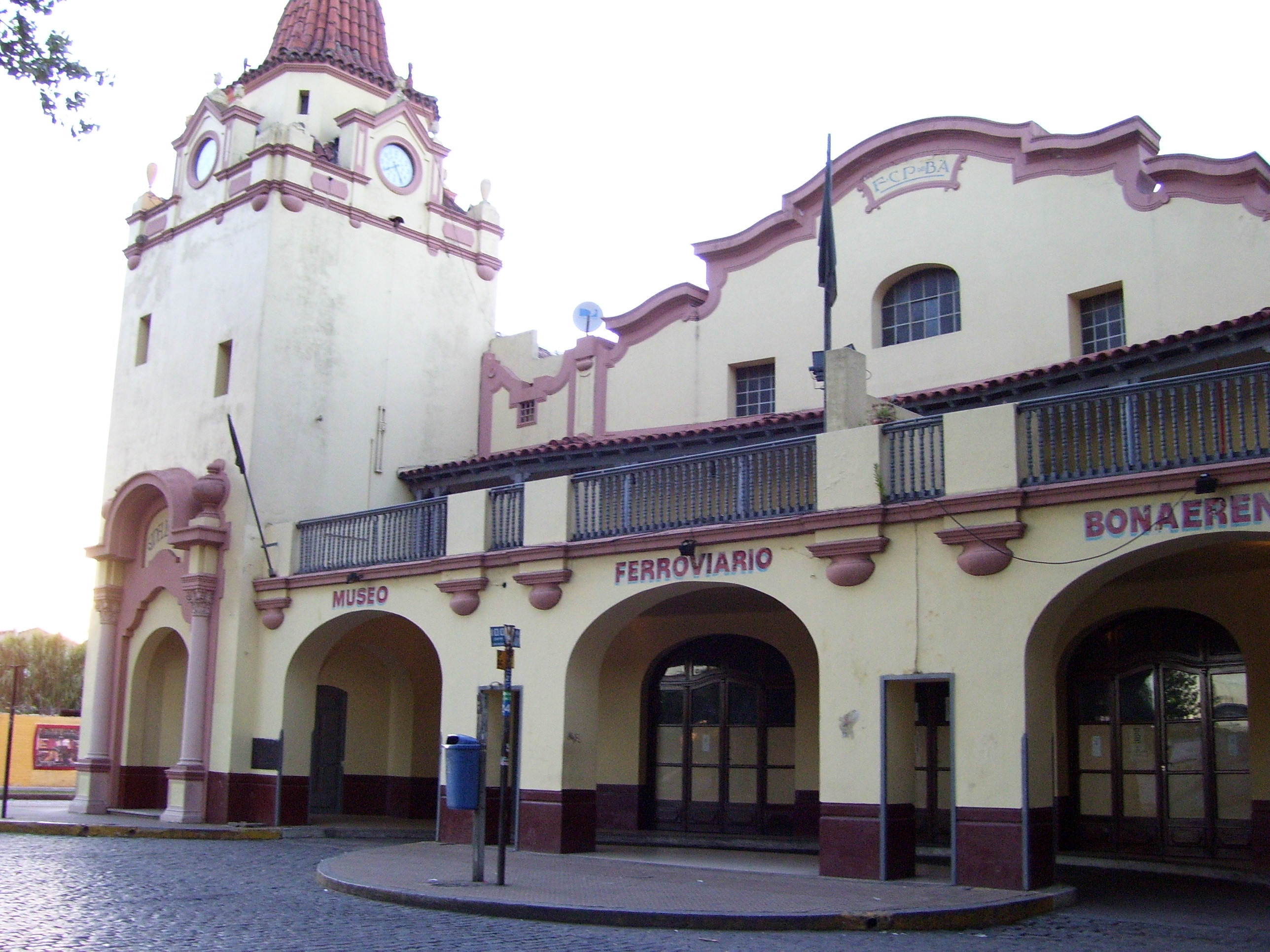
Exestación Avellaneda (Prov. de Buenos Aires), hoy convertida en Museo Ferroviario provincial.

Los últimos ramales construidos en este ferrocarril, de propiedad bonaerense, fueron un enlace de 30 km entre Tte. Coronel Miñana y Azul y un ramal industrial entre Olavarria y Loma Negra de 17 km, habilitados ambos en los años 1950, con lo cual el FC Provincial alcanzó su máxima extensión con 902,4 km, de los cuales solo 3 eran de vía doble, entre Estación La Plata y Gambier.
Entre 1951 y 1957 la red de este ferrocarril fue cambiando de manos y de nombre hasta que finalmente quedó incorporado al "Ferrocarril General Belgrano".
Como ya se dijo las vías de la ex CGBA desde el Puerto de La Plata hasta el cruce a nivel con el ex PBA, al oeste de Esquina Negra y cerca de Etcheverry se quitaron en los años cincuenta, allí se construyó un empalme por donde los trenes que venían desde González Catan y llegaban a La Plata lo hacían sobre las vías del ex Provincial.
El 28 de octubre de 1961 (63 años) bajo el Plan Larkin, se clausura la línea entre Etcheverry y Mira Pampa y Carlos Beguerie hasta Azul y Olavarria, con sus respectivos ramales. En abril de 1964 se rehabilita temporalmente la línea Olavarria - La Plata solo para carga. Sin embargo el 29 de septiembre de 1968 esta línea se clausura definitivamente para todo tráfico.
Un año después se construyó un enlace entre el ex Midland, el ex Provincial y el Puerto de Buenos Aires uniendo “Intercambio Midland” con “Avellaneda” por el mercado de lanares y desde “Empalme Ribera” a “Retiro” por el tercer riel del Puerto de Buenos Aires.
En 1974 se desmantelan las vías de la línea entre Carlos Beguerie y Mira Pampa. En 1971, un decreto clausuraba la línea de La Plata a Avellaneda, pero no se llegó a aplicar. Sin embargo, el 5 de julio de 1977 se clausuró definitivamente este ramal para pasajeros, aunque siguió habilitado para algún esporádico tren de cargas hasta que un camión se llevó por delante un puente cerca de Gobernador Monteverde decretando la muerte del ramal. Tiempo después la estación Avellaneda del Ferrocarril Provincial fue convertida en un Museo Ferroviario.

## Servicios de Pasajeros hasta principios de los 90
Aunque ahora se lo denomina Belgrano Cargas, esta línea ferroviaria tenía varios servicios de pasajeros hasta 1992/93 cuando fueron suprimidos o cancelados ante el cierre o la privatización de la red, durante el gobierno peronista del Doctor Carlos Menem.[cita requerida]
Estos eran los siguientes:
- Los trenes "Cinta de Plata" y "El Norteño" unían tres veces por semana Retiro con Salta y Jujuy, vía Rosario, Córdoba y Tucumán. Demoraba 36 horas en completar el recorrido.
- El tren "El Chaqueño" que unía tres veces por semana Retiro con Resistencia, vía Rosario, Santa Fe, Tostado y Presidencia Roque Saenz Peña. Demoraba unas 34 horas. Había también trenes de Santa Fe a Resistencia (vía Vera, tren "El Litoral"), y otro tren, dos veces por semana, de Santa Fe a Añatuya.
- El tren "Altas Cumbres" entre Mendoza, Cacheuta y Potrerillos, un servicio semanal. 
- Servicios semanales de Salta a San Antonio de los Cobres (Tren a las Nubes, el célebre ramal C14), el tren de Salta a Pócimas, trenes de San Miguel de Tucumán y San Salvador de Jujuy a La Quiaca, con conexión a Bolivia, más dos trenes semanales de Embarcación a Formosa.
Vale aclarar que la mayor parte de la red del Belgrano se encontraba ya inactiva desde fines de los 70, con ramales abandonados o con uso limitado y esporádico para cargas.
Por ejemplo, con excepción del ramal donde corría El Norteño o El Cinta de Plata, todos los ramales de Córdoba y Tucumán ya estaban fueran de servicio, en Santiago del Estero solo corrían trenes de Santa Fe a Añatuya, los ramales de Córdoba a San Juan, La Rioja y Catamarca fueron suprimidos en 1977/78, como varios tramos en la Provincia de Santa Fe, como por ejemplo de San Francisco a Santa Fe.
En lo que respecta a los ramales otrora pertenecientes al Midland, el Provincial y el CGBA, ya en los años 50, se limitaban a un pocos trenes semanales, que fueron reduciéndose progresivamente hasta su desaparición total en 1977/78, como por ejemplo el tren de vapor que unía la estación Buenos Aires con Rosario, que demoraba unas diez horas, o el tren que iba de Puente Alsina a Carhue, en el ex Midland.

## Racionalización y privatización

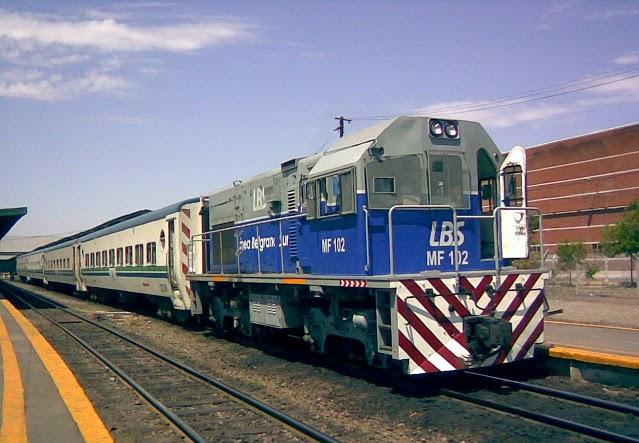
Tren del servicio metropolitano "Belgrano Sur", con el esquema de colores de la UGOFE.

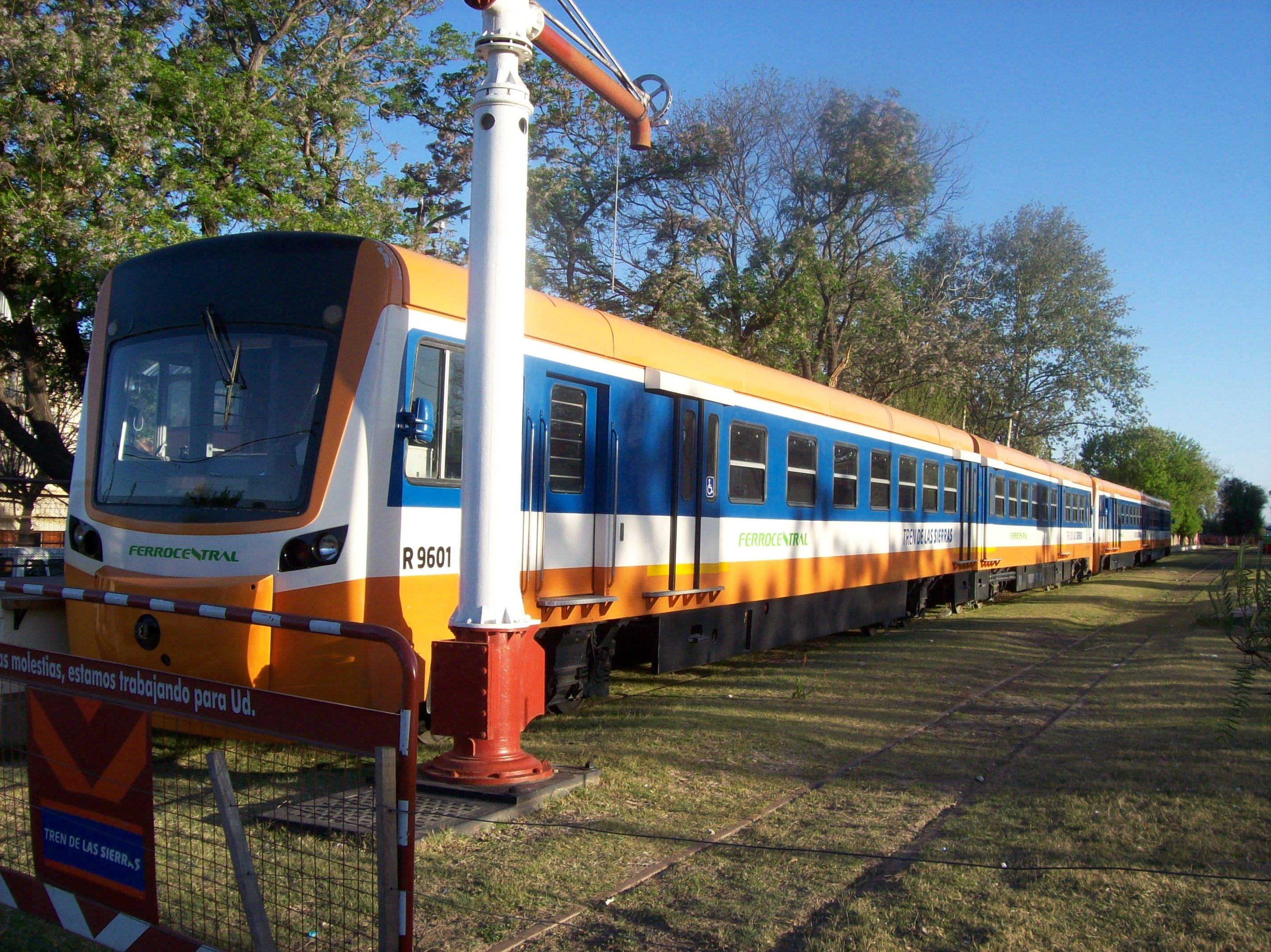
Formación del Tren de las Sierras en la Estación Cosquín.

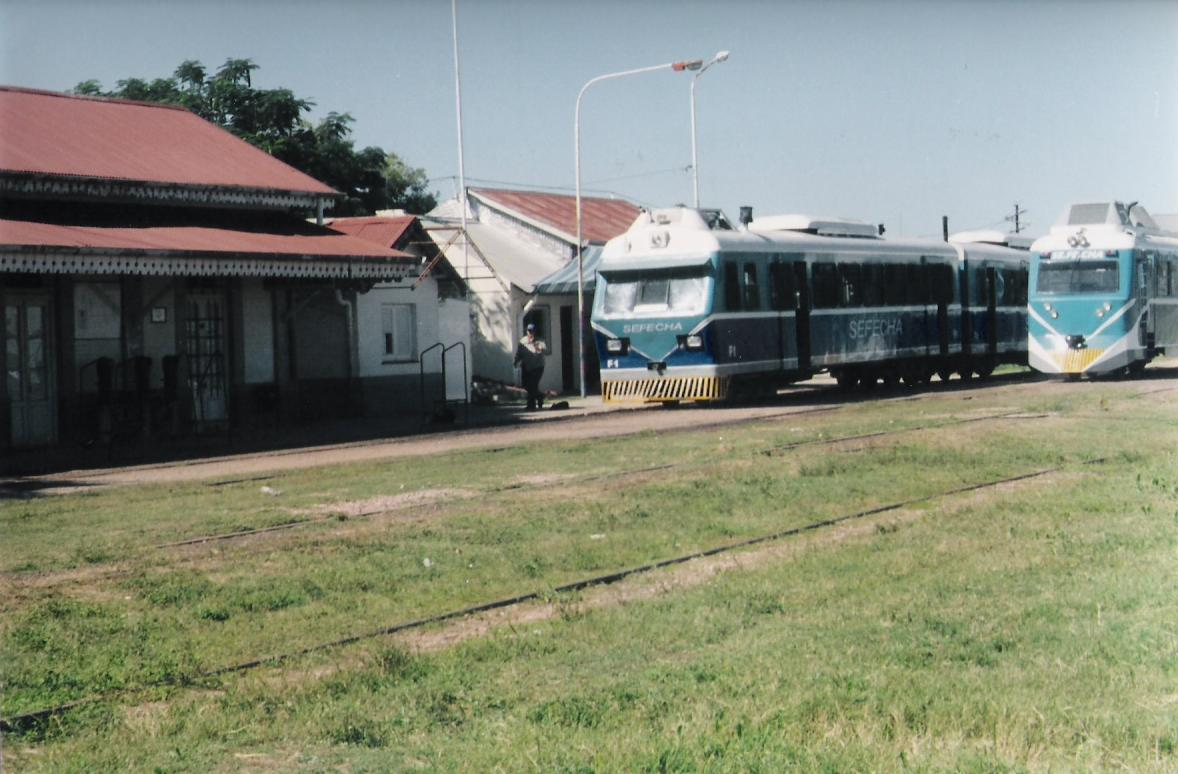
La estación Cacuí, donde se encuentran las oficinas de SEFECHA y el cambio de rieles para los dos recorridos que realiza la empresa

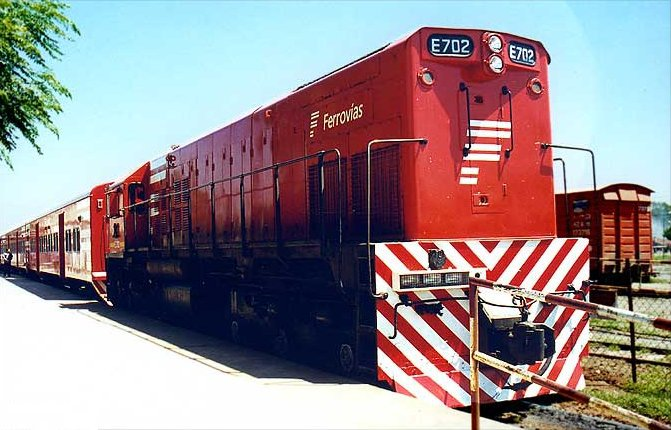
Tren del servicio metropolitano Belgrano Norte, con el esquema de colores de Ferrovías.

Para comienzos de los años 1990, en virtud del Decreto No 520/91 se creó una nueva empresa como desmembración de la empresa Ferrocarriles Argentinos, denominada Ferrocarriles Metropolitanos S.A. (FEMESA), que comenzaría a dedicarse a la administración, operación y racionalización de servicios en el área metropolitana de Buenos Aires. Ferrocarriles Argentinos, por su parte, continuaba a cargo del transporte de cargas y pasajeros en los tramos de mediana y larga distancia, aunque el 10 de marzo de 1993, mediante un decreto del Presidente Menem, desaparecieron en forma masiva los trenes de pasajeros que unían nuestro territorio. Los servicios que sobrevivieron lo hicieron gracias a las administraciones provinciales.
FE.ME.S.A. decidió dividir los servicios urbanos del Ferrocarril Belgrano, en las nuevas líneas "Belgrano Norte" (Retiro – Villa Rosa) y "Belgrano Sur" (Buenos Aires – González Catán; Buenos Aires – Marinos del Crucero General Belgrano; Puente Alsina – Bonzi). Al comenzar la privatización estas líneas eran consideradas como los “patitos feos” del proceso ya que ambas se encontraban en una condición desastrosa y necesitaban de importantes inversiones para funcionar con algún grado razonable de seguridad.
La cantidad de pasajeros transportados era casi nulo en comparación con las redes más importantes. Esto se debía a que el sistema de trocha angosta, instalado tardíamente, servía a las zonas más pobres de la Capital Federal y del conurbano bonaerense, sumado a esto eran decididamente consideradas como inseguras, tanto desde el punto de vista de las operaciones como de la seguridad personal.[cita requerida]
La línea denominada "Belgrano Sur", que correspondía a los recorridos urbanos de los ex ferrocarriles Midland y Compañía General, fue concesionada en 1994 a la empresa T.M.B. (Transportes Metropolitanos Belgrano) que desde Estación Buenos Aires se comprometió a correr trenes hasta González Catán y a Marinos del Crucero Gral. Belgrano, utilizando el empalme en Tapiales.
En noviembre de 1999 esta empresa intentó implementar un servicio especial de González Catán a Villars con un Coche Motor Liviano (CML-1), pero pronto fue abandonado. Más tarde, 3 kilómetros de rieles y durmientes fueron robados en proximidades de la estación 20 de Junio, por lo que la línea quedó dividida, mientras que el servicio prestado por Metropolitano en el Belgrano Sur, fue siempre pésimo.
El 1 de abril de 1994, la línea "Belgrano Norte" fue concedida a Ferrovías SAC, controlada por el Grupo Romero, que entre otras cosas poseía Emepa, un gran taller de reparación y construcción de material rodante ubicado en las cercanías de la ciudad de Chascomús. Para 1993 esta línea había transportado solo 11 800 000 pasajeros y en 1994 esa cifra aumentó a 14 800 000 usuarios.
En 1996 la empresa aceleró el proceso de inversiones recuperando la infraestructura de vías, puentes y pasos a nivel, el sistema de señalamiento y control de tráfico en todas las estaciones, se renovaron también locomotoras y coches y se mejoró la oferta del servicio reduciendo el tiempo de viaje entre estaciones cabecera aumentando la frecuencia de los trenes al incorporar una mayor flota.
Gracias a las mejoras implementadas, tanto en 1999 como en el 2000, se superó el pico de los 36 millones de pasajeros transportados.
Con respecto a los servicios de cargas, de los aproximadamente 14 mil kilómetros que había operado en su momento el F.C.G.B., 10 800 km pasaron a corresponder a la empresa Ferrocarril General Belgrano Sociedad Anónima, creada por el Estado el 1.º de octubre de 1993 ante la falta de interesados y que continuó perteneciéndole hasta fines de 1997 (decreto número 685) cuando es adjudicada a la Unión Ferroviaria.
Transportando alrededor de 1 500 000 toneladas, muy lejos de los 4 000 000 millones transportadas en los años 1970, y presentando a su vez el servicio más complejo de analizar ya que su traza penetraba por catorce provincias argentinas desde Buenos Aires al Chaco, pasando por Santa Fe y llegando -por otro ramal- a Santiago del Estero, Tucumán y Salta. El mayor volumen correspondía al petróleo y combustibles líquidos. Otros productos de interés que transportaba este ferrocarril eran los granos, minerales y materiales de construcción.
El 16 de noviembre de 1999, la empresa fue entregada en concesión a Ferrocarril Belgrano Cargas S.A., empresa compuesta por el gremio Unión Ferroviaria (51 %) y la cooperativa industrial Laguna Paiva (48 %). El gobierno se adjudicó el 1 % restante y el derecho a elegir un director. En 2004 y luego de muchos problemas de concesión, se decidió reprivatizarla, pasando el 79 % a manos privadas, el 20 % a la Unión Ferroviaria y el 1 % al Estado.
Mientras tanto, luego de que el Estado Nacional decidiera dejar de operar los servicios ferroviarios de pasajeros en todo el país, las autoridades chaqueñas pusieron en marcha un plan para rehabilitar algunos ramales dentro del territorio provincial a través de la empresa SE.FE.CHA (Servicios Ferroviarios del Chaco). El primero fue el ramal Cacuí-La Sabana, rehabilitado el 23 de diciembre de 1997 ofreciendo un servicio diario con coches motor MAN.
El 27 de marzo de 1998 fue incorporado el servicio entre Sáenz Peña-Taco Pozo con tres frecuencias semanales. Este ramal corría a través de 319 km atravesando en parte de su recorrido el norte de la Provincia de Santiago del Estero.
También ese mismo año comenzaron a correr trenes entre Sáenz Peña-Chorotis por las vías del ramal C-6 del Ferrocarril General Belgrano a través de sus 190 km de recorrido.
El 8 de agosto de 1999 fue restablecido el ramal Cacuí-Resistencia-Barranqueras, denominado “El Metropolitano” ya que cruzaba la Ciudad de Resistencia con sus 17 km de recorrido con coches motores Ferrostal remodelados.
Mientras tanto, volviendo al servicio de pasajeros metropolitano, luego de los serios incidentes producidos en Plaza Constitución, el Estado decidió revocar la concesión a Metropolitano, el 22 de mayo de 2007, para la operación de las Líneas "Roca" y "Belgrano Sur". A partir de allí los servicios fueron administrados por la UGOFE, formado por los tres concesionarios restantes.
En cambio, en la línea Belgrano Norte, la demanda para 2005 superaba ampliamente los 40 millones de pasajeros. Este incremento del tráfico de pasajeros llevó a incorporar un servicio expreso entre Retiro y Los Polvorines para el cual se incorporaron cuatro coches totalmente modernizados y equipados con puertas automáticas, para incrementar la oferta en horas pico, el cual fue inaugurado en marzo de 2006. El nuevo servicio incluyó tener que elevar el nivel de las plataformas en Retiro, Boulogne y Los Polvorines para que se adaptasen al nuevo material rodante. Durante las horas pico, Ferrovías también operaba un servicio local que enlazaba Retiro con Boulogne, donde se encontraban emplazados los talleres de la compañía. La formación del tren local comprendía seis coches de primera clase de larga distancia equipados con asientos tapizados reclinables, anteriormente pertenecientes al Ferrocarril General Belgrano.
En abril de 2006 la empresa lanzó el plan de restauración arquitectónica de la Estación Retiro (Belgrano Norte). Todas estas inversiones convirtieron al Belgrano Norte en uno de los mejores ferrocarriles suburbanos.
A mediados de agosto de 2007, gracias a un acuerdo entre el Estado Nacional y la empresa Ferrocentral, se puso en funcionamiento la fase experimental, correspondiente a la 1.ª Etapa del “Tren de las Sierras” (Prov. de Córdoba), entre las estaciones Rodríguez del Busto y La Calera.
Para este servicio se incorporaron tres nuevas formaciones con capacidad para 117 pasajeros cada una. Se les realizó reparación y rediseño integral de carrocería y cabina de mando con nuevos elementos de seguridad, colocación de puertas automáticas, butacas ergonómicas e incorporación de baños químicos, para ofrecer un servicio seguro y ecológico al nivel de los exigentes estándares de transporte ferroviario internacional.
El 7 de julio de 2008 se habilitó el tramo La Calera-Cosquín, pasando por uno de sus mayores atractivos naturales, La quebrada de Bamba, en donde se encuentra una estación de ascenso y descenso de pasajeros.
El 22 de junio de 2009 la nueva cabecera de salida del tren es la estación Alta Córdoba, con motivo de la implementación del Ferrourbano, que implicó la rehabilitación del tramo R. del Busto-Alta Córdoba. De esta forma, R. del Busto pasó a ser una simple estación intermedia. Su actual director es Paul Bleckwedel.

## Línea Belgrano Norte
La Línea Belgrano Norte del Ferrocarril General Belgrano recorre desde la estación terminal, Retiro, hasta la localidad bonaerense de Villa Rosa, en un tramo de 54 km donde se efectúa servicio de pasajeros, el cual transporta aproximadamente 37,5 millones de pasajeros por año. En Villa Rosa comienzan formalmente las vías del Ferrocarril Belgrano Cargas, que sigue hacia el norte del país. No obstante, los trenes de carga llegan hasta un desvío hacía el puerto de Buenos Aires en cercanías de la estación Saldías, en proximidades de Retiro por el sector donde se presta servicio de pasajeros.

## Línea Belgrano Sur

Clásico tren diésel de pasajeros por las vías del Belgrano Sur.

La Línea Belgrano Sur del Ferrocarril General Belgrano tiene la peculiaridad de estar compuesta por 3 ramales que eran parte de dos empresas nacionalizadas Buenos Aires - González Catán, Buenos Aires - Marinos del Crucero Gral. Belgrano y Puente Alsina - Aldo Bonzi.
El ramal entre la estación Buenos Aires —en el límite de Parque Patricios y Barracas— y la de González Catán, fue parte del
Compañía General de Ferrocarriles en la Provincia de Buenos Aires (CGBA), de capitales franceses, y era un ramal más de una extensa red de casi 3000 km de extensión que abarcaba el centro-oeste de la provincia homónima.
El otro es un subramal que parte de un empalme de vías entre Tapiales y Aldo Bonzi construido en 1961 solo llega hasta Marinos del Crucero Gral. Belgrano en el Gran Buenos Aires, integró el Ferrocarril Midland de Buenos Aires, de capitales ingleses, que comenzó a tenderse en 1906 con destino al suroeste de la Provincia de Buenos Aires, inaugurándose en una primera etapa el tramo a Chivilcoy para luego alcanzar Carhué.
Por último el ramal con cabecera en Puente Alsina (ubicada en las inmediaciones del puente homónimo inmediatamente al sur del Riachuelo), termina en Aldo Bonzi y conecta con el ramal anterior. Puente Alsina era la cabecera del Ferrocarril Midland de Buenos Aires.
En 2015 el gobierno de Cristina Fernández, a través de Trenes Argentinos Infraestructura lanzó las obras de elevación de los andenes de todas las estaciones de la línea Belgrano Sur, incluye las estaciones del ramal “G” entre Buenos Aires y González Catán y las del ramal “M” entre Tapiales y Marinos del Crucero General Belgrano.
La elevación de andenes se realiza con miras a la incorporación del nuevo material rodante compuesto por 27 triplas diésel (81 coches autopropulsados), que podrán acoplarse en horario pico para formar trenes de seis coches.

## Tren metropolitano de Córdoba

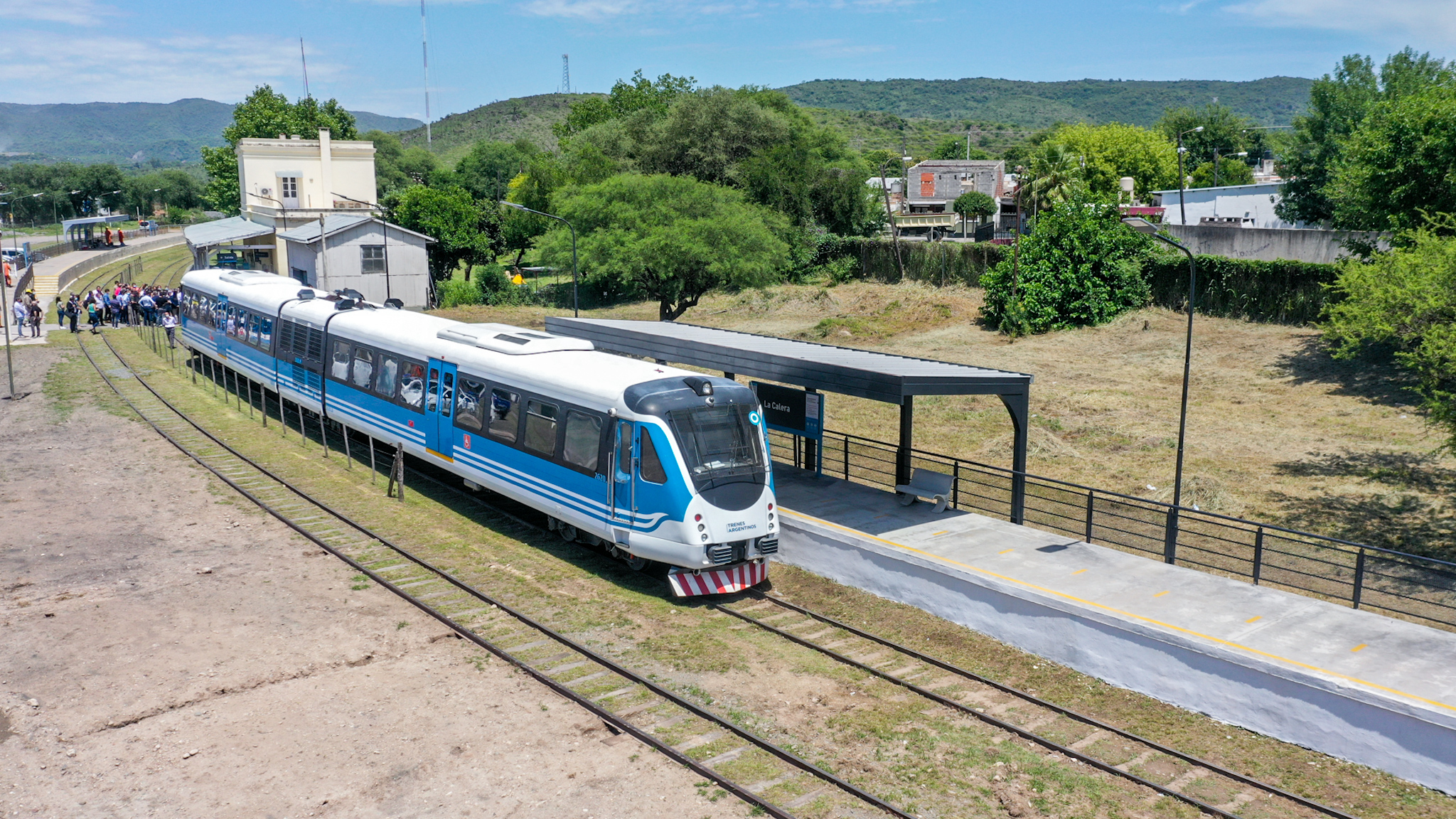
Coche motor Emepa Alerce.

El Tren metropolitano de Córdoba es un servicio de pasajeros frecuente inaugurado de forma experimental el 18 de junio de 2009 y reinaugurado el 17 de diciembre de 2021. Actualmente cuenta con recorrido diario desde Alta Córdoba hacia La Calera con planes de expansión.

## Tren de las Sierras

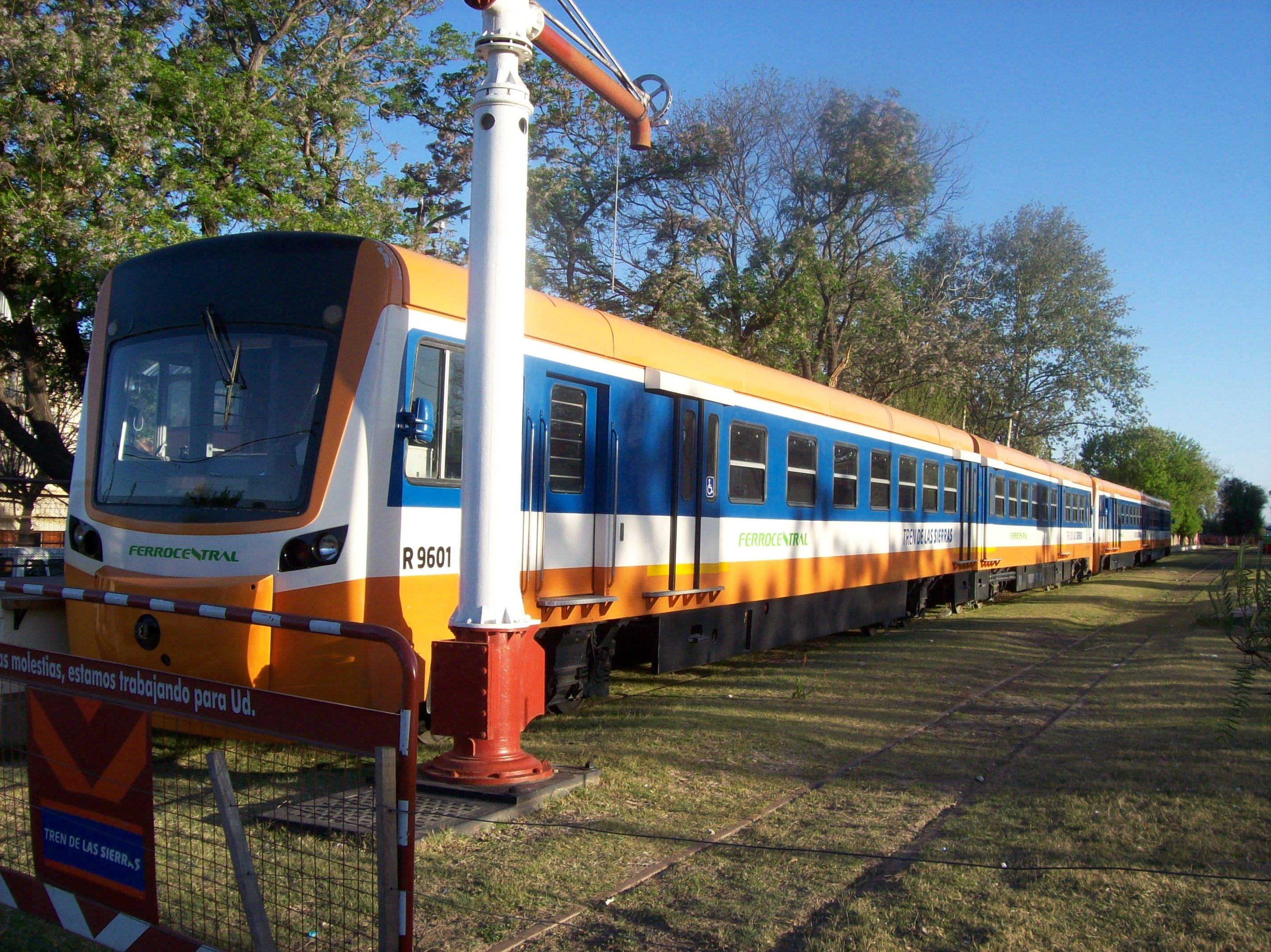
Formación del Tren de las Sierras en Estación Cosquín.

Tren de las Sierras es la denominación comercial del servicio ferroviario a cargo de la empresa Ferrocentral que utiliza el ramal A-1 del Ferrocarril Belgrano en la provincia de Córdoba. desde agosto de 2007. En principio se había hecho un servicio experimental entre Rodríguez del Busto y La Calera. En julio de 2008 se habilitó el tramo La Calera y Cosquín, mientras que en junio de 2009 se extendió hasta la estación Alta Córdoba, pasando Rodríguez del Busto a ser una estación intermedia. 
En 2021 se inauguró la estación de la localidad de Valle Hermoso y se añadió entre esta y Cosquín la estación de Casa Grande. Para 2022 existen planes de extender el recorrido hasta la ciudad de La Cumbre, pasando por las localidades de La Falda, Huerta Grande y Villa Giardino; y posteriormente extender el tramo hasta el departamento Cruz del Eje.
El recorrido actual consta de 18 estaciones:
- Alta Córdoba (Departamento Capital)
- Rodríguez del Busto (Departamento Capital)
- Argüello (Departamento Capital)
- Tristán Narvaja (Departamento Capital)
- Dumesnil (Departamento Colón)
- La Calera (Departamento Colón)
- Casa Bamba (Departamento Colón)
- Cassaffousth (Departamento Punilla)
- San Roque (Departamento Punilla)
- Santa María de Punilla (Departamento Punilla)
- Cosquín (Departamento Punilla)
- Casa Grande (Departamento Punilla)
- Valle Hermoso (Departamento Punilla)
- La Falda (Departamento Punilla)
- Huerta Grande (Departamento Punilla)
- La Cumbre (Departamento Punilla)
- San Esteban (Departamento Punilla)
- Capilla del Monte (Departamento Punilla)

## SEFECHA
Servicios Ferroviarios del Chaco (SeFeCha) fue una empresa propiedad del estado provincial chaqueño. Desde el año 1996 hasta principios de mayo de 2010 prestó servicios utilizando coches de segunda mano de la española FEVE más algunos de fabricación propia.

### Resistencia - Charadai
- Resistencia (Departamento San Fernando)
- Cacuí (Departamento San Fernando)
- General Donovan (Departamento General Donovan)
- Desvío km 535 (Departamento Libertad)
- Fortín Cardozo (Departamento Libertad)
- Desvío km 523 (Departamento Libertad)
- Desvío km 519 (Departamento Libertad)
- Gral. Obligado (Departamento Libertad)
- km 501 (Departamento Libertad)
- Cote Lai (Departamento Tapenagá)
- Tapenagá (Departamento Tapenagá)
- Desvío km 474 (Departamento Tapenagá)
- Charadai (Departamento Tapenagá)

### Roque Sáenz Peña-Chorotis
- Roque Sáenz Peña (Departamento Comandante Fernández)
- La Mascota (Departamento Comandante Fernández)
- Napenay (Departamento Independencia)
- Avia Terai (Departamento Independencia)
- Fortín Las Chuñas (Departamento Independencia)
- Corzuela (Departamento General Belgrano)
- Pozo del Indio (Departamento 9 de Julio)
- Las Breñas (Departamento 9 de Julio)
- Pampa del Cielo (Departamento 9 de Julio)
- Charata (Departamento Chacabuco)
- Gral. Pinedo (Departamento 12 de Octubre)
- Itín (Departamento 2 de Abril)
- Hermoso Campo (Departamento 2 de Abril)
- Zuberbühler (Departamento Fray Justo Santa María de Oro)
- Venados Grandes (Departamento Fray Justo Santa María de Oro)
- Chorotis (Departamento Fray Justo Santa María de Oro)

## Tren a las Nubes
| Estación                  | msnm |
| San Antonio de los Cobres | 3774 |
| Mina Concordia            | 4144 |
| La Polvorilla             | 4220 |

Entre las estaciones Salta y Socompa, en la frontera con Chile sobre la Cordillera de los Andes, transcurre el ramal C-14 del Ferrocarril General Belgrano. Existe una formación turística que corre entre las estaciones Salta y el viaducto "La Polvorilla", poco más al oeste de San Antonio de los Cobres y Estación Mina Concordia, que se denomina comercialmente Tren a las Nubes por tener tramos por encima de los 4000 m s. n. m. Los orígenes de este extremo ramal se remontan a 1899, cuando se realizaron estudios preliminares sobre la factibilidad del trazado de una línea férrea para salir a la Puna. En 1905 la ley nacional 4.683 encargó nuevos estudios, mientras que la ley 4.813 autorizó al poder ejecutivo a construir el primer tramo del ferrocarril, entre Cerrillos y Rosario de Lerma. En 1906, nuevos estudios plantearon como posibilidades para acceder a la Puna la Quebrada de Humahuaca o la Quebrada del Toro, siguiéndose estudios que acostumbraron seguir una u otra.
La iniciativa se reavivó con la elección como presidente, en 1916, de Hipólito Yrigoyen, quien afirmó que la obra debía romper "la forma primitiva del solar colonial. Puerta al frente con larguísimo fondo ciego detrás". Alrededor de la construcción del ferrocarril se dio una lucha de intereses en el Congreso Nacional entre los partidarios de una concesión a capitales británicos y quienes defendían la ejecución de la obra por parte del Estado. En 1920 los técnicos de la empresa Ferrocarriles del Estado aseguraron la viabilidad del proyecto, por entonces con terminal proyectada en el paso de Huaytiquina, y aconsejaron su inmediata iniciación. A causa de la traza inicial es que el ramal C-14 es también denominado Ferrocarril Huaytiquina.
Se contrató entonces un grupo de expertos para llevar adelante el proyecto, encabezados por el ingeniero estadounidense Ricardo Maury, comenzando la construcción en 1921.

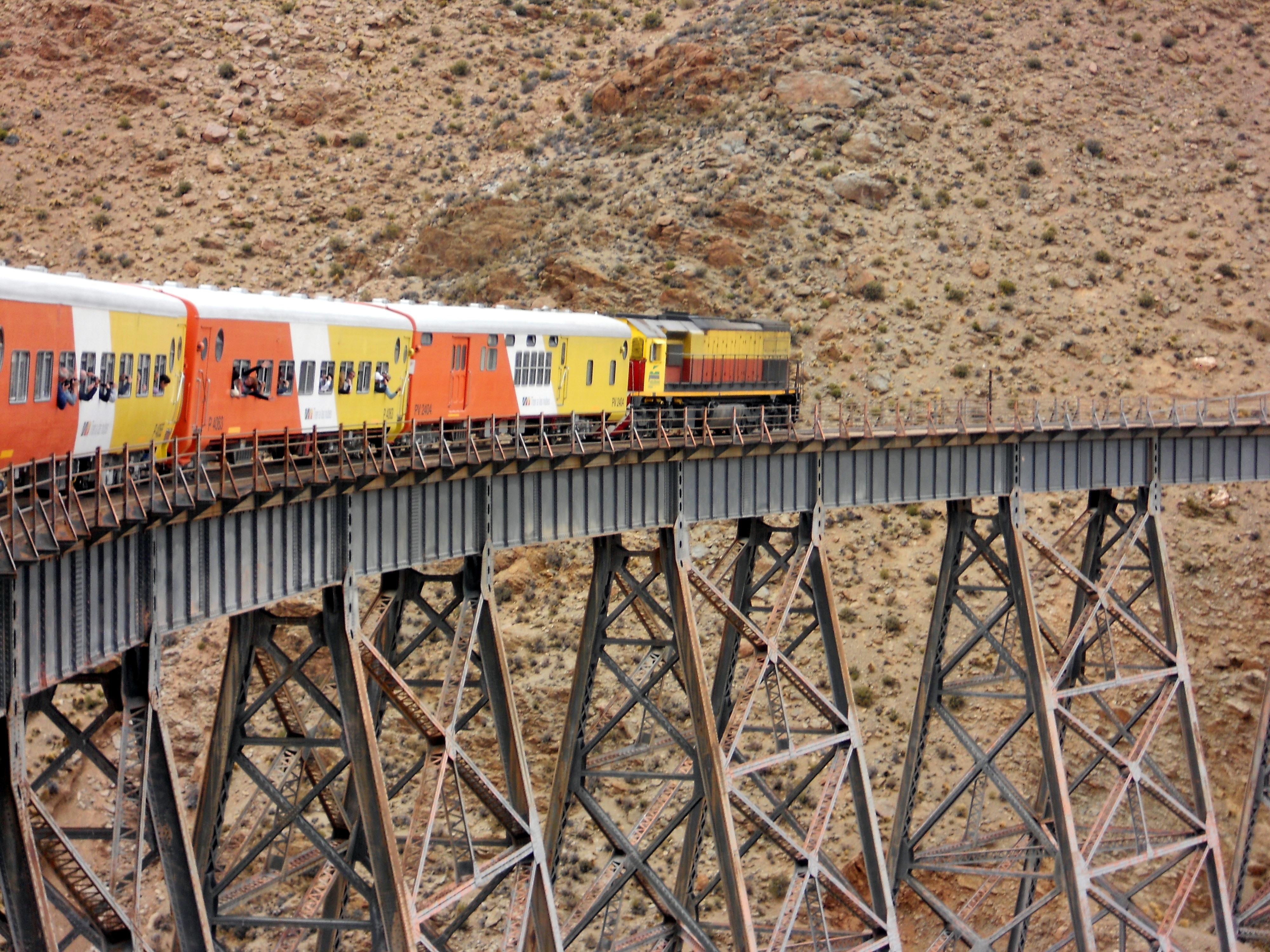
Formación del Tren a las Nubes en 2004.

En 1930 el golpe de Estado que depuso al presidente Yrigoyen llevó a la paralización de las obras por seis años, habiéndose habilitado unos pocos kilómetros —incluyendo el viaducto La Polvorilla, el más importante de toda la línea, con 224 m de largo, 70 de alto y 1 600 toneladas de peso—. Maury fue separado de su cargo por el interventor militar. Los trabajos recién se reanudaron en 1936, alcanzando Olacapato en 1941, Unquillal en 1944 y Tolar Grande en 1945. En 1946, el recientemente electo Juan Domingo Perón dio un nuevo impulso al proyecto, a la vez que por razones técnicas se cambiaba el paso de Huaytiquina por el de Socompa.
El 17 de enero de 1948 los rieles llegan a destino, uniéndose en Socompa con los chilenos; se conforma así, junto al Ferrocarril Trasandino Los Andes-Mendoza el segundo paso ferroviario trasandino que une la Argentina con la República de Chile. La obra se inauguró oficialmente el 20 de febrero de ese año, 59 años después de realizados los primeros estudios. El trayecto atraviesa un total 29 puentes, 21 túneles, 13 viaductos, 2 tirabuzones y 2 zigzags. Recién en 1971 surgió la idea, por parte de las autoridades del Ferrocarril Belgrano, de hacer correr sobre el ramal un tren turístico. Ese año se hizo correr un tren experimental para realizarse el 16 de julio de 1972 el viaje inaugural del que se llamaría Tren a las Nubes. En la jerga técnica del Ferrocarril Belgrano, el recorrido del servicio turístico recibe el nombre Salta - Kilómetro 1350, empleando el convoy 809 al subir y el 810 al bajar.
El servicio continuó prestándose en forma ininterrumpida hasta 1990, con el inicio del proceso de privatización y concesión de Ferrocarriles Argentinos. En 1991 se reanudó el servicio, esta vez en manos privadas; en 2005 el Estado salteño rescindió la concesión para buscar un nuevo operador. Al rescindirse el contrato con la anterior concesionaria, la empresa Trenes y Turismo, el servicio quedó suspendido. Recién el 6 de agosto del 2008 volvió a funcionar en forma provisoria, para hacerlo normalmente desde el 6 de agosto de 2008, esta vez operado por la empresa privada argentina Ecotren. El tren sale todos los miércoles y sábados a las 7:05 desde Salta, regresando a las 23:48. Se calcula que unos 30 000 turistas hacen el paseo cada año, que a su vez es la única conexión de varias localidades a su paso.
Para situaciones de emergencia el tren lleva en cada viaje, además de la locomotora que arrastra la formación, otra adicional.

## Servicios de pasajeros en funcionamiento

### Capital Federal y provincia de Buenos Aires
- Línea Belgrano Norte - Ferrovías
  - Retiro - Villa Rosa
- Línea Belgrano Sur - Trenes Argentinos Operaciones
  - Sáenz - González Catán - Villars
  - Sáenz - Marinos del Crucero General Belgrano
  - Kilómetro 12 - Libertad

### Provincia de Córdoba
- Tren de las Sierras - Trenes Argentinos Operaciones
  - Córdoba Mitre - Alta Córdoba - Cosquín - Valle Hermoso

- Metropolitano - Trenes Argentinos Operaciones
  - Córdoba Mitre - Alta Córdoba - La Calera

### Provincia de Chaco
- Servicios regionales del Chaco - Trenes Argentinos Operaciones
  - Resistencia - Charadai
  - Roque Sáenz Peña - Chorotis

### Provincia de Salta
- Servicio Regional Salta - Trenes Argentinos Operaciones
  - Güemes - Salta - Campo Quijano
- Tren a las Nubes - Trenes Argentinos Operaciones
  - San Antonio de los Cobres - Viaducto La Polvorilla